# Crécy-Couvé
Crécy-Couvé är en kommun i departementet Eure-et-Loir i regionen Centre-Val de Loire strax norr om centrala Frankrike. Kommunen ligger i kantonen Dreux-Ouest som tillhör arrondissementet Dreux. År 2022 hade Crécy-Couvé 263 invånare.

## Befolkningsutveckling
Antalet invånare i kommunen Crécy-Couvé
Referens:INSEE